# Nickel Ashmeade
Nickel Ashmeade, född 7 april 1990, är en jamaicansk friidrottare. Ashmeade ingick i de jamaicanska lagen som tog VM-guld 2013 och 2015 på 4 x 100 meter.